# Peter Scully
Peter Gerard Scully (ur. 13 stycznia 1963 w Melbourne) – australijski morderca i pedofil. W czerwcu 2018 został skazany na dożywotnie pozbawienie wolności za handel ludźmi oraz pięciokrotny gwałt na dzieciach. Później, w związku z wieloma innymi przestępstwami wobec dzieci, wliczając produkcję oraz rozprowadzanie dziecięcej pornografii, tortury oraz morderstwo, trwały kolejne procesy. Ostatecznie w listopadzie 2022 roku otrzymał drugi wyrok, dodatkowe 129 lat.

## Szczegóły
W 2011 Scully, z żoną i dwójką dzieci uciekł z Melbourne w Australii do Filipin zanim postawiono mu zarzut 117 fałszywych sprzedaży nieruchomości. Na wyspie Mindanao zorganizował dochodowy krąg pedofilski, oferując płatny streaming porno z dziećmi oraz filmy snuff, które rozpowszechniał przez dark web. Wśród ofiar seksualnej przemocy znajduje się 18-miesięczna dziewczynka, która była wieszania za nogi podczas gdy Scully oraz dwie asystentki gwałcili i torturowali dziecko.
Ofiary pozyskiwał oszukując nieświadomych rodziców dzieci, wmawiając im, że będą miały lepsze życie, wyżywienie oraz wykształcenie. W procederze pomagały mu dwie filipińskie kochanki, Carme Ann Alvarez oraz Liezyl Margallo, a także inne asystentki, np. Maria Dorothea Chi y Chia. W filmach, które nakręcił Scully, Alvarez i Margallo brały czynny udział w torturowaniu dzieci.
Jeden film uwiecznił porwanie dwóch kuzynek w wieku 9 i 12 lat. Alvarez, która sama była dziecięcą prostytutką, zaprosiła dziewczynki do domu Scully’ego obiecując im jedzenie. Scully zmusił je do wzajemnego seksu, podczas gdy wszystko nagrywał. Z pomocą Alvarez, Scully zgwałcił dziewczynki, które zostały przywiązane do psich obroży, a kiedy próbowały uciec, zostały zmuszone do wykopania własnych grobów. Po pięciu dniach gwałtów i tortur, Alvarez zlitowała się i uwolniła dziewczynki. O wszystkim dowiedziała się lokalna policja, która aresztowała Alvarez, lecz Scully zdążył zbiec.

## Daisy’s Destruction– Film
Najbardziej znaną zbrodnią Scully’ego było zrealizowanie filmu typu hurtcore o nazwie Daisy’s Destruction, który rozprowadzał klientom za sumę 10 tys. dolarów. Nakręcony w 2012 i opublikowany w tym samym roku w dark necie film składa się z kilku części. Brutalne wydarzenia jakie miały miejsce obrosły miejską legendą, ponieważ ludzie nie wierzyli, że tak brutalny film mógł rzeczywiście powstać. Film przedstawia tortury oraz gwałty na kilku dziewczynkach. Ofiarami było troje dzieci: Liza, lat 12, Cindy, lat 11 oraz Daisy, 18 miesięcy.
Z polecenia Scully’ego, część z fizycznych i seksualnych tortur było wykonanych przez, wówczas 19-letnią Liezyl Margallo, która w dzieciństwie była prostytutką. We wstępie filmu widać jak Margallo znęca się nad Daisy, podczas gdy napisy na filmie zapraszają widza do „złamania psychicznego” Daisy, po którym „nauczy się jak uszczęśliwić swoją Panią”. Film trwał ponad 45 minut oraz był nakręcony w rozdzielczości 1920x780. Był on tak drastyczny, że nawet wiele pedofili uznawało go za niemoralny i zbyt brutalny.
Scully wydał Daisy’s Destruction pod szyldem własnej wytwórni No Limits Fun (pl. zabawa bez limitów), sprzedając film innym pedofilom przez dark net. Największy kolekcjoner dziecięcej pornografii Matthew David „Lux” Graham, który w wieku 22 lat został aresztowany za tworzenie tzw. hurtcore z dziecięcą pornografią, chciał kupić film, aby podbudować swoją pedofilską społeczność w internecie, ale ze względu na zbyt wysoką cenę filmu (co najmniej 10 tys. USD) nie był w stanie go kupić, więc zdobył z innych źródeł 4 krótkie fragmenty filmu (łącznie trwające 12 minut) i udostępnił je za darmo na swojej stronie internetowej, przez co wartość rynkowa oryginalnego filmu Scully'ego spadła.

## Zatrzymanie i proces
Gdy Daisy’s Destruction ujrzało światło dzienne, został wydany międzynarodowy list gończy. Scully został wytropiony w Malaybalay City na Filipinach i aresztowany 20 lutego 2015 Postawiono mu zarzut porwania i gwałtu na dwóch kuzynkach.
W trakcie tropienia Scully’ego, śledczym udało się ustalić los trzech dziewczynek z Daisy’s Destruction. Liza została znaleziona żywa, podobnie Daisy, chociaż jej obrażenia były na tyle poważne, że będzie musiała zmagać się z nimi do końca życia. Jedenastoletnia Cindy została zamordowana, prawdopodobnie przez Scully’ego. Zanim została uduszona, dziewczynka cierpiała gwałt i tortury oraz została zmuszona do wykopania własnego grobu. Z zeznań Margallo, Scully nagrał jak Cindy wykopuje własny grób, a później ją zabija.
Scully otrzymał 75 zarzutów. Był sądzony razem ze swoimi asystentkami oraz pomocnikami, wliczając czterech mężczyzn – Niemiec Christian Rouche, Filipińczycy Alexander Lao i Althea Chia oraz brazylijski lekarz Haniel Caetano de Oliveira.
W październiku 2015 pomieszczenie, w którym przechowywano komputer oraz nagrania Scully’ego strawił pożar. Jako że na Filipinach skala korupcji jest bardzo wysoka, wielu uważa, że Scully przekupił policję, by zniszczyła dowody.
Margaret Akullo, ówczesna koordynator międzynarodowego biura do walki z narkotykami i przestępczością oraz ekspert od spraw związanych z przemocą wobec dzieci, uznała działania Scully’ego jako najgorsze, z jakimi miała do tej pory do czynienia.
W 2017 Scully uniknął kary śmierci, gdy filipińscy policjanci odrzucili zarzuty o gwałt, by jak najszybciej skazać pedofila.